# 基萨奇山号两栖攻击舰
基萨奇山号两栖攻击舰（USS Kearsarge (LHD-3)）是美国海军黄蜂级两栖攻击舰的第三艘，以美国南北战争时期的同名舰艇命名。
基萨奇山号两栖攻击舰于1990年2月6日在密西西比州帕斯卡古拉的英戈尔斯造船厂安放龙骨，1992年3月26日下水，1993年10月16日服役。
2020年7月17日在诺福克海军基地接受整修期间，由于焊接时火花掉落附近物料上导致火灾，但及时被发现而扑灭。